# Wynton Rufer
Wynton Alan Whai Rufer (Wellington, 29 december 1962) is een Nieuw-Zeelands voormalig profvoetballer. Hij is het best bekend als speler van Werder Bremen. Rufer werd driemaal verkozen tot Oceanisch Voetballer van het Jaar. In 1989, 1990 en 1992 ontving de Nieuw-Zeelander de trofee.

## Clubcarrière
Rufer begon in eigen land in 1981 bij Wellington Diamond United. In 1982 vertrok hij naar Zwitserland, waar de Nieuw-Zeelander bij FC Zürich (1982-1987), FC Aarau (1987/88) en Grasshoppers (1988/89) speelde. Rufer stond van 1989 tot 1995 onder contract bij Werder Bremen, waarmee hij de landstitel (1993), tweemaal de DFB-Pokal (1991, 1994) en de Europacup II (1992) won. Na zijn vertrek bij Werder speelde Rufer achtereenvolgens bij het Japanse JEF United Ichihara (1995/96), 1. FC Kaiserslautern (1996/97) en Norwich City (1997/98). In 1999 vertrok Rufer naar Football Kingz, uitkomend in de National Soccer League. Rufer beëindigde in juni 2002 zijn carrière als profvoetballer.

## Interlandcarrière
Rufer speelde drieëntwintig interlands (twaalf doelpunten) voor Nieuw-Zeeland en hij nam met de All Whites deel aan het WK 1982 in Spanje. Hij maakte zijn debuut voor de nationale ploeg op 16 oktober 1980 in de vriendschappelijke wedstrijd tegen Koeweit (5–1).

## Erelijst
0Grasshoppers
- Schweizer Cup: 1988/89

 Werder Bremen
- Bundesliga: 1992/93
- DFB-Pokal: 1990/91, 1993/94
- DFB-Supercup: 1993, 1994
- European Cup Winners' Cup: 1991/92

 1. FC Kaiserslautern
- 2. Bundesliga: 1996/97

 Central United
- Chatham Cup: 1997

Individueel
- Nieuw-Zeelands Talent van het Jaar: 1981, 1982
- Oceanisch Voetballer van het Jaar: 1989, 1990, 1992
- FIFA Oceanisch Voetballer van de Eeuw
- Topscorer UEFA Champions League: 1993/94 (acht doelpunten, gedeeld met Ronald Koeman)
- Companion of the New Zealand Order of Merit, for services to soccer, in the 2008 Queen's Birthday Honours
- New Zealand Sports Hall of Fame: toegevoegd in 2005
- Maori Sports Hall of Fame: toegevoegd in 2007
- Lid van het FIFA Football Committee (samen met Pelé, Franz Beckenbauer, Michel Platini en Bobby Charlton). Tevens betrokken bij het FIFA Ambassadors Against Racism Committee.
- IFFHS Legends